# Medina (zespół)
Medina – szwedzki zespół hip-hopowy utworzony w sierpniu 2003 roku przez Samiego Daniela Rekicka „Sam-E” i Alego Jammalego „Alibi”.

## Dyskografia

### Albumy studyjne
| Rok                            | Dane dot. albumu | Najwyższe pozycje na listach |
| Rok                            | Dane dot. albumu | SWE                          |
| ------------------------------ | --- | ---------------------------- |
| 2002                           | 7 dar - Wydany: 27 grudnia 2002 - Wytwórnia: Parlophone Music Sweden - Format: CD, digital download                      | –                            |
| 2005                           | Fullblod - Wytwórnia: Devrim Productions - Format: CD                                                                    | –                            |
| 2008                           | Mosh Normal | –                            |
| 2012                           | Hayat - Wydany: 5 października 2012 - Wytwórnia: State Crown, Parlophone Music Sweden - Format: Digital download         | –                            |
| 2013                           | Sista minuten - Wydany: 12 czerwca 2013 - Wytwórnia: State Crown, Parlophone Music Sweden - Format: CD, digital download | 15                           |
| 2015                           | Haffla avenyn - Wydany: 29 maja 2015 - Wytwórnia: Warner Music Sweden - Format: Digital download                         | 6                            |
| „–” pozycja nie była notowana. | |                              |

### Single
| Rok                            | Tytuł                     | Najwyższe pozycje na listach | Album               |
| Rok                            | Tytuł                     | SWE                          | Album               |
| ------------------------------ | ------------------------- | ---------------------------- | ------------------- |
| 2004                           | „Magdansös” (vs. Aquagen) | 48                           | Rumble in Fiskayyet |
| 2005                           | „Fortsätt gå”             | 58                           | Fullblod            |
| 2012                           | „Där palmerna bor”        | 13                           | Hayat               |
| 2013                           | „Miss Decibel”            | 2                            | Sista minuten       |
| 2013                           | „Sista minuten”           | –                            | Sista minuten       |
| 2014                           | „Se på mig nu”            | 10                           | –                   |
| 2014                           | „Doga Doga” (feat. Arash) | –                            | –                   |
| 2015                           | „Tills vi koolar”         | 24                           | Haffla avenyn       |
| 2022                           | „In i dimman”             | 3                            | –                   |
| „–” pozycja nie była notowana. |                           |                              |                     |